# Sindrome di Szechwan
La sindrome di Szechwan è una sindrome ambigua, rilevata nel 1981 e con unico caso clinico. Si riferisce a una blanda tossicosi manifestatesi in un paziente di un clinical trial che aveva mangiato zuppe di funghi del genere Auricularia, in particolare Auricularia polytricha.
La sindrome venne descritta per la prima volta dall'ematologo statunitense Hammerschmidt negli anni ottanta del XX secolo. Negli anni settanta e ottanta si andò affermando negli Stati Uniti pietanze della cucina cinese, tipiche della provincia cinese dello Szechwan, a base di Auricularia polytricha. L'ematologo statunitense aveva notato una sintomatologia simile a quella causata dall'utilizzo di anticoagulanti in una sola persona, con gia' problemi di coagulazione, che aveva fatto un uso di tali funghi.
Tale paziente ebbe valori alterati della aggregazione piastrinica e porpora sugli arti.
La conclusione fu che tale fungo poteva avere potenziali benefici per la cura e prevenzione dei trombi.
L'uso di tali funghi associato con altri anticoagulanti o in persone con problematiche della coagulazione del sangue richiede particolare attenzione perché potenzialmente problematico.